# ليفي كادوجان
ليفي كادوجان (بالإنجليزية: Levi Cadogan) هو منافس ألعاب قوى باربادوسي، ولد في 8 نوفمبر 1995 في بريدج تاون في باربادوس.

## وصلات خارجية
- ليفي كادوجان على موقع الاتحاد الدولي لألعاب القوى (الإنجليزية)
- ليفي كادوجان على موقع أوليمبيديا (الإنجليزية)